# Krste Velkoski
Krste Velkoski (in macedone Крсте Велкоски?; Struga, 20 febbraio 1988) è un calciatore macedone, attaccante del Makedonija G.P.
Sulla sua città natale le fonti discordano tra Struga e Skopje; alcune fonti citano invece Velkovski quale suo cognome.

## Biografia
È il fratello maggiore di Darko Velkoski, anch'egli calciatore.

## Carriera

### Club
In carriera ha segnato un gol in 4 presenze nei preliminari di Champions League e 4 gol in 14 presenze tra Coppa UEFA ed Europa League, preliminari inclusi.

### Nazionale
Ha giocato 3 partite di qualificazione agli Europei Under-21.
Il 5 marzo 2014 ha esordito in Nazionale maggiore nell'amichevole Macedonia-Lettonia (2-1).
Convocato per Euro 2020, al termine della manifestazione ha lasciato la nazionale.

## Palmarès

### Club

#### Competizioni nazionali
- Campionato macedone: 3

Rabotnički: 2005-2006, 2007-2008, 2013-2014
- Coppa di Macedonia: 3

Rabotnički: 2007-2008, 2008-2009, 2013-2014
- Coppa di Bosnia: 3

Sarajevo: 2013-2014, 2018-2019, 2020-2021
- Campionato bosniaco: 3

Sarajevo: 2014-2015, 2018-2019, 2019-2020